# Jean de Quen

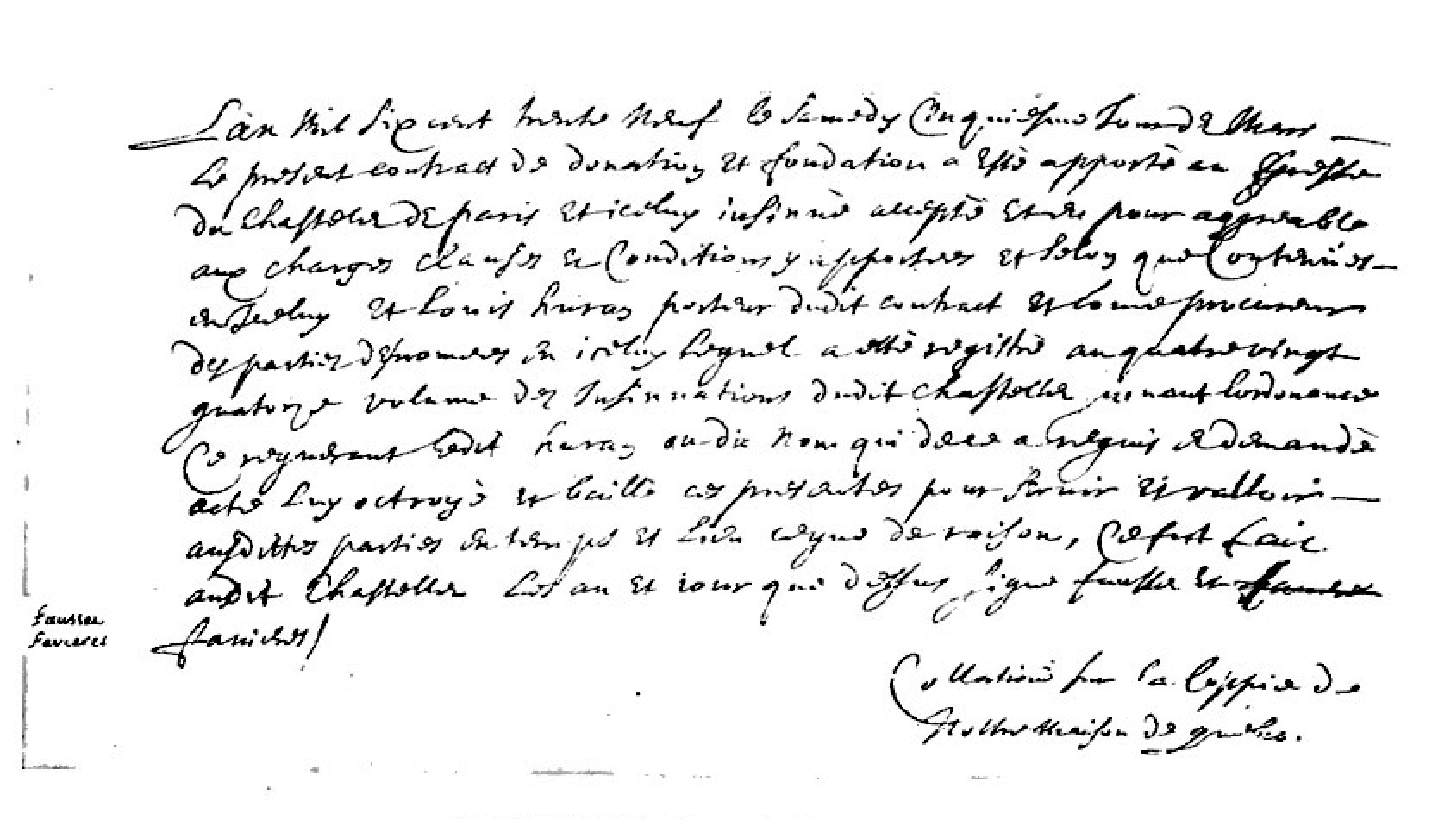
Facsimilé d'un manuscrit de Jean de Quen

Jean de Quen, né à Amiens vers 1603 et mort à Québec en 1659, est un missionnaire jésuite français, explorateur de la région du lac Saint-Jean, en Nouvelle-France.

## Biographie
Arrivé à Québec le 17 août 1635, il est chargé de l'instruction des enfants français de la ville. En 1638, il se trouve à la résidence de Sillery avec le père Paul Le Jeune.
Les années suivantes, il visite les missions de Tadoussac, et, remontant le Saguenay, il découvre, le 17 juillet 1647, le lac Saint-Jean (appelé Pekuakami en innu). Le lendemain, les amérindiens chrétiens élèvent, en moins de deux heures, une petite chapelle, et le père y dit une messe, après avoir confessé tous les chrétiens. Il passe les années suivantes à cartographier la région et ses rivières.
Supérieur en 1652 des missions de la Nouvelle-France, il écrit en 1656 un témoignage sur le pays des Iroquois.
Il meurt à Québec le 8 octobre 1659, âgé de 56 ans, victime du zèle qu'il avait déployé pendant une épidémie.

## Toponymie
Les îlets de Quen ont été nommées en sa mémoire dans l'archipel des Sept Îles, sur la Côte-Nord, au Québec.